# Ammandra decasperma
Ammandra decasperma là loài thực vật có hoa thuộc họ Arecaceae. Loài này được O.F.Cook mô tả khoa học đầu tiên năm 1927.